# Csongrád-Csanád
Csongrád-Csanád (International Phonetic Alphabet: [ˈt͡ʃoŋɡraːd ˈt͡ʃɒnaːd]) is een comitaat met 215.689 (2001) inwoners in het zuiden van Hongarije. De hoofdstad is Szeged. 
Van 1883 tot 1950 was de hoofdstad Szentes en vervolgens tot 1962 Hódmezővásárhely. Het comitaat zal op 4 juni 2020 Csongrád-Csanád gaan heten. Het tweede naamdeel verwijst naar het voormalige comitaat Csanád, dat in 1950 werd opgeheven.

## Geografie
Csongrád-Csanád grenst aan het Servische Vojvodina in het zuiden en aan de Roemeense districten Timiş en Arad in het zuiden en zuidoosten. Verder grenst het comitaat aan de Hongaarse comitaten Békés in het oosten, Jász-Nagykun-Szolnok in het noorden en Bács-Kiskun in het westen. Het zuidoostelijke deel van Csongrád behoort tot de historische regio het Banaat.
Het comitaat ligt op de Grote Hongaarse Laagvlakte en heeft een erg vruchtbare bodem, waardoor het een van de belangrijkste landbouwgebieden vormt van Hongarije. De bekendste producten uit Csongrád zijn de paprika's uit Szeged en de uien uit Makó, maar ook de teelt van graan, groente en fruit is aanzienlijk. De helft van de paprikateelt, uienteelt en groenteteelt in Hongarije vindt hier plaats. Csongrád is tevens rijk aan aardolie en aardgas.
De rivier de Tisza loopt van noord naar zuid door het comitaat. Het laagste punt van Hongarije (78 meter), bevindt zich bij Gyálarét. Het hoogste punt van Csongrád is 125 meter en bevindt zich bij Ásotthalom.

## Kistérségek (deelgebieden)
- Csongrád
- Hódmezővásárhely
- Kistelek
- Makói
- Mórahalom
- Szeged
- Szentes

## Steden en dorpen

### Steden met comitaatsrecht
- Szeged
- Hódmezővásárhely

### Andere steden
(gesorteerd naar bevolkingsomvang, volgens de census van 2001)
- Szentes (31.082)
- Makó (25.619)
- Csongrád (18.937)
- Sándorfalva (7887)
- Kistelek (7573)
- Mindszent (7382)
- Mórahalom (5550)
- Csanádpalota (3820)

### Dorpen
| - Algyő           |  | - Felgyő        |  | - Öttömös      |
| - Ambrózfalva     |  | - Ferencszállás |  | - Pitvaros     |
| - Apátfalva       |  | - Forráskút     |  | - Pusztamérges |
| - Árpádhalom      |  | - Földeák       |  | - Pusztaszer   |
| - Ásotthalom      |  | - Királyhegyes  |  | - Röszke       |
| - Baks            |  | - Kiszombor     |  | - Ruzsa        |
| - Balástya        |  | - Klárafalva    |  | - Szatymaz     |
| - Bordány         |  | - Kövegy        |  | - Szegvár      |
| - Csanádalberti   |  | - Kübekháza     |  | - Székkutas    |
| - Csanádpalota    |  | - Magyarcsanád  |  | - Tiszasziget  |
| - Csanytelek      |  | - Maroslele     |  | - Tömörkény    |
| - Csengele        |  | - Mártély       |  | - Újszentiván  |
| - Derekegyház     |  | - Nagyér        |  | - Üllés        |
| - Deszk           |  | - Nagylak       |  | - Zákányszék   |
| - Domaszék        |  | - Nagymágocs    |  | - Zsombó       |
| - Dóc             |  | - Nagytőke      |  |                |
| - Eperjes         |  | - Óföldeák      |  |                |
| - Fábiánsebestyén |  | - Ópusztaszer   |  |                |